# 심바쿠브와
심바쿠브와 쿠토카아프리카(Simbakubwa kutokaafrika, 뜻: "아프리카의 큰 사자")는 케냐에서 마이오세 전기에 살았던 멸종된 육식 포유류이다. 최대 1500kg에 도달했으며, 북극곰의 크기를 능가했다.

## 설명
심바쿠브와의 화석은 케냐의 나이로비 국립박물관에 보관된 화석을 조사할 때 처음 발견되었다. 뼛조각은 아래턱, 우측 상악골 및 일부 두개골로 구성된다. 치열의 가벼운 마모 패턴은 사망 당시 표본이 젊은 성체임을 나타낸다.

## 고생물학
심바쿠브와는 같은 속에 속한 다른 동물들처럼, 코뿔소와 같은 장비목 생물 등을 전문으로 사냥하는 한편 시체를 먹기도 했으리라고 추측된다. 이들은 하이아이네일로스(Hyainailurus)와 같은 그 이후의 근연종들보다 뼈를 찌그러뜨리는 데 다소 덜 전문적이었을 것으로 추측된다. 열육치를 가졌으며, 이빨의 수명이 매우 길었다.

## 참고 문헌
1. 1 2 3  Borths, M. R.; Stevens, N. J. (2019). “Simbakubwa kutokaafrika, gen. et sp. nov. (Hyainailourinae, Hyaenodonta, 'Creodonta,' Mammalia), a gigantic carnivore from the earliest Miocene of Kenya”. 《Journal of Vertebrate Paleontology》 39: e1570222. doi:10.1080/02724634.2019.1570222.
2. ↑  Zuckerman, C. (2019년 4월 18일). “This new species of ancient carnivore was bigger than a polar bear”. National Geographic. 2019년 4월 18일에 확인함.